# Férfi +105 kg-os súlyemelés a 2016. évi nyári olimpiai játékokon
A 2016. évi nyári olimpiai játékokon a súlyemelés férfi +105 kg-os versenyszámát 2016. augusztus 16-án rendezték.
Az aranyérmet a grúz Lasa Talahadze nyerte. A magyar Nagy Péter 10. lett.

## Rekordok
A versenyt megelőzően a következő rekordok voltak érvényben:
| Világcsúcs     | Szakítás  | Behdád Szalimi (IRI)   | 214 kg | Párizs, Franciaország | 2011. november 13.   |
| Világcsúcs     | Lökés     | Hoszejn Rezázáde (IRI) | 263 kg | Athén, Görögország    | 2004. augusztus 25.  |
| Világcsúcs     | Összetett | Hoszejn Rezázáde (IRI) | 472 kg | Sydney, Ausztrália    | 2000. szeptember 26. |
| Olimpiai csúcs | Szakítás  | Hoszejn Rezázáde (IRI) | 212 kg | Sydney, Ausztrália    | 2000. szeptember 26. |
| Olimpiai csúcs | Lőkés     | Hoszejn Rezázáde (IRI) | 263 kg | Athén, Görögország    | 2004. augusztus 25.  |
| Olimpiai csúcs | Összetett | Hoszejn Rezázáde (IRI) | 472 kg | Sydney, Ausztrália    | 2000. szeptember 26. |

## Eredmények
| Hely  | Név                                  | Csoport | Test- súly | Szakítás (kg) | Szakítás (kg) | Szakítás (kg) | Szakítás (kg) | Lökés (kg) | Lökés (kg) | Lökés (kg) | Lökés (kg) | Összetett (kg) |
| Hely  | Név                                  | Csoport | Test- súly | 1             | 2             | 3             | E             | 1          | 2          | 3          | E          | Összetett (kg) |
| ----- | ------------------------------------ | ------- | ---------- | ------------- | ------------- | ------------- | ------------- | ---------- | ---------- | ---------- | ---------- | -------------- |
| Arany | Lasa Talahadze (GEO)                 | A       | 157,34     | 205           | 210           | 215           | 215           | 242        | 247        | 258        | 258        | 473 WR OR      |
| Ezüst | Gor Minasyan (ARM)                   | A       | 143,67     | 200           | 207           | 210           | 210           | 236        | 241        | 241        | 241        | 451            |
| Bronz | Irak'li Turmanidze (GEO)             | A       | 135,58     | 197           | 203           | 207           | 207           | 228        | 235        | 241        | 241        | 448            |
| 4.    | Ruben Aleksanyan (ARM)               | A       | 151,64     | 186           | 193           | 195           | 195           | 245        | 254        | 254        | 245        | 440            |
| 5.    | Fernando Reis (BRA)                  | A       | 154,58     | 190           | 195           | 195           | 195           | 240        | 245        | 247        | 240        | 435            |
| 6.    | Rustam Djangabaev (UZB)              | B       | 145,88     | 185           | 190           | 195           | 195           | 230        | 237        | 237        | 237        | 432            |
| 7.    | Mart Seim (EST)                      | A       | 149,10     | 187           | 187           | 191           | 187           | 243        | 250        | 255        | 243        | 430            |
| 8.    | Jiří Orság (CZE)                     | A       | 127,27     | 185           | 190           | 191           | 185           | 230        | 240        | 243        | 240        | 425            |
| 9.    | Almir Velagić (GER)                  | A       | 149,17     | 188           | 192           | 192           | 188           | 232        | 240        | 242        | 232        | 420            |
| 10.   | Nagy Péter (HUN)                     | B       | 158,86     | 182           | 188           | 193           | 193           | 218        | 227        | 234        | 227        | 420            |
| 11.   | Sardorbek Dustmurotov (UZB)          | B       | 109,79     | 170           | 175           | 179           | 179           | 225        | 232        | 240        | 232        | 411            |
| 12.   | Alekszej Mzsacsik (BLR)              | B       | 135,60     | 180           | 187           | 187           | 187           | 215        | 220        | 224        | 224        | 411            |
| 13.   | Walid Bidani (ALG)                   | B       | 123,46     | 180           | 185           | 190           | 190           | 210        | 211        | 220        | 220        | 410            |
| 14.   | Fernando Salas (ECU)                 | B       | 162,50     | 171           | 181           | 184           | 184           | 211        | 221        | —          | 221        | 405            |
| 15.   | Man Asaad (SYR)                      | B       | 143,42     | 180           | 187           | 187           | 180           | 220        | 233        | 233        | 220        | 400            |
| 16.   | Alexej Prochorow (GER)               | B       | 138,31     | 180           | 185           | 185           | 180           | 207        | 215        | 220        | 215        | 395            |
| 17.   | Igor Olshanetskyi (ISR)              | B       | 129,54     | 160           | 165           | 170           | 165           | 200        | 206        | 207        | 207        | 372            |
| 18.   | Ondrej Krúžel (SVK)                  | B       | 118,64     | 160           | 165           | 170           | 165           | 200        | 200        | 206        | 206        | 371            |
| 19.   | Ihor Simecsko (UKR)                  | B       | 129,75     | 170           | 175           | 175           | 170           | 190        | 195        | 200        | 195        | 365            |
| —     | Behdád Szalimi (IRI)                 | A       | 169,79     | 206           | 211           | 216           | 216 WR        | 245        | 245        | 245        | —          | —              |
| —     | Csen Si-csie (Chen Shih-chieh) (TPE) | B       | 151,66     | 185           | 193           | 193           | 185           | 235        | 235        | 235        | —          | —              |
| —     | Ahmed Mohamed (EGY)                  | A       | 143,88     | 185           | 190           | 192           | 190           | —          | —          | —          | —          | —              |
| —     | Hojamuhammet Toýçyýew (TKM)          | A       | 144,71     | 193           | 193           | 193           | —             | —          | —          | —          | —          | —              |